# Zachery Ty Bryan
Zachery Tyler Bryan (Aurora (Colorado), 9 oktober 1981) is een Amerikaanse acteur. Hij is voornamelijk bekend geworden van zijn rol als Bradley Michael Taylor, de oudste zoon in de televisieserie Home Improvement.

## Biografie
Bryan is een zoon van Jenny en Dwight Bryan. Voordat hij in Home Improvement speelde, begon hij in Denver met reclamefolders en tv-reclames. Zijn interesse in acteren was echter zo groot dat hij naar Californië verhuisde. Daar kreeg hij de rol van Bradley Michael Taylor, wat dus al snel een groot succes bleek.
Een grote hobby van hem is voetbal. Hij speelt bij de lokale amateurs. In 1995 kreeg hij een plaats in het California South Olympic Development Team voor jongens onder 14 jaar.
In 2003 had hij een gastrol in een aflevering van Smallville. Hij speelde Eric Marsh, een honkbalspeler op een universiteit die steroiden gebruikt. Een paar jaar eerder was hij te zien in de horrorfilm The Rage: Carrie 2. In 2005, speelde hij Bryan Nolan in de televisiefilm van ESPN, Code Breakers. Ook had hij een rol in The Fast and the Furious: Tokyo Drift, als Clay. Zijn meest recente verschijning op de televisie was in de CBS-show Shark.
Bryan woont hij in Los Angeles met zijn vrouw Carly Matros (getrouwd op 10 maart 2007) en is bezig met een documentaire in samenwerking met ESPN.

## Prijzen[2]
- 1999 Young Artist Awards in de categorie Beste Optreden in een Televisieserie met de televisieserie Home Improvement – gewonnen.
- 1999 YoungStar Awards in de categorie Beste Optreden door een Jonge Acteur in een Televisieserie met de televisieserie Home Improvement – gewonnen.
- 1998 YoungStar Awards in de categorie Beste Optreden door een Jonge Acteur in een Miniserie of Film met de televisiefilm Principal Takes a Holiday – genomineerd.
- 1994 Young Artist Awards in de categorie Uitstekende Jonge Cast in een Televisieserie met de televisieserie Home Improvement – gewonnen (samen met Taran Noah Smith en Jonathan Taylor Thomas).
- 1993 Young Artist Awards in de categorie Beste Jonge Acteur in een Televisieserie met de televisieserie Home Improvement – genomineerd.

## Filmografie[3]

### Televisiefilms
- 2009 Hammer of the Gods – als Thor
- 2008 Thrunk – als Jake
- 2006 The Fast and the Furious: Tokyo Drift – als Clay
- 2006 Annapolis – als Johnson
- 2005 Code Breakers – als Brian Nolan
- 2005 The Game of Their Lives – als Harry Keough
- 2004 Slammed – als Derek’
- 2004 Plainsong – als Russell Beckman
- 2002 A Killing Spring – als Val Massey
- 2001 Longshot – als Deke
- 2001 Rustin – as Keith Gatlin
- 2000 Held for Ransom – als Glenn Kirkland
- 1999 The Rage: Carrie 2 – als Eric
- 1999 True Heart – als Sam
- 1998 Principal Takes a Holiday – als John Scaduto
- 1996 First Kid – als Rob
- 1995 Magic Island – als Jack Carlise
- 1995 Mickey: Reelin' Through the Years – als ??
- 1994 Bigfoot: The Unforgettable Encounter – als Cody
- 1990 Crash: The Mystery of Flight 1501 – als kind

### Televisieseries
- 2009 Meteor – als Koskey – 2 afl. (miniserie)
- 2009 Knight Rider – als Terry Driscoll – 1 afl.
- 2008 Burn Notice – als Drew – 1 afl.
- 2007 – 2008 K-Ville – als Ricky – 2 afl.
- 2006 Shark – als Scott Natterson – 1 afl.
- 2006 Cold Case – als Petey (1988) – 1 afl.
- 2005 Veronica Mars – als Caz Truman – 2 afl.
- 2004 – 2005 Center of the Universe – als Kevin Barnett – 3 afl.
- 2004 Century City – als Teddy Paikin – 1 afl.
- 2003 Smallville – als Eric Marsh – 1 afl.
- 2002 Buffy the Vampire Slayer – als Peter Nicols – 1 afl.
- 2002 Philly – als Brian Lee – 1 afl.
- 2001 The Outer Limits – als Ray – 1 afl.
- 2000 – 2001 Boston Public – als Malcolm White – 3 afl.
- 2001 ER – als lid van studentenclub Upsilon Psi Lambda
- 2001 Touched by an Angel – als Jeff McHenry – 1 afl.
- 2001 Family Law – als Jamie Wilkins – 2 afl.
- 2000 Opposite Sex – als Chuck – 2 afl.
- 2000 Chicken Soup for the Soul – als Daniel – 1 afl.
- 1991 – 1999 Home Improvement – als Brad Taylor – 203 afl.
- 1997 Promised Land – als Ryan Gerhart – 1 afl.
- 1997 Soul Man – als Brad Taylor – 1 afl.
- 1996 Picket Fences – als ?? – 1 afl.
- 1995 The Fresh Prince of Bel-Air – als Steve – 2 afl.
- 1994 Thunder Alley – als Brad Taylor – 1 afl.
- 1990 ABC TGIF – als Brad - ? afl.